# Isidro Barrada Valdés
Isidro Plácido Del Rosario Barrada y Valdés (Puerto de la Cruz, 6 de octubre de 1782 – Marsella, 14 de agosto de 1835) denominado también Isidoro o Isidro Barradas, fue un militar español originario de las islas Canarias con un destacado papel en la guerras de independencia hispanoamericanas: distinguido en el ejército realista de Costa Firme, dirigió el ejército realista de Nueva España en Tampico durante su última tentativa de recuperar la monarquía de Fernando VII de España.

## Biografía
Isidro Plácido del Rosario Barrada y Valdés nació en el Puerto de la Cruz, Tenerife. Era hijo de Matías, natural del Puerto de la Cruz, y de María Valdés, de la isla de Fuerteventura. Sus abuelos paternos fueron Matías Barrada y Luisa Miranda, que fue hermana de Sebastián de Miranda, que sería padre del precursor Francisco de Miranda, primo hermano por tanto del padre de Isidro Barrada. El matrimonio de Matías y María Valdés, de economía modesta, junto a su hijo Isidro, pasaron de Tenerife a Venezuela, donde se encontraban sus parientes de la rama de los Miranda, y se establecieron en Carúpano, en la costa del Caribe antillano, donde en su oficio de marino se dedicaron al comercio en La Guaira. Matías hizo en Venezuela una fortuna importante.

### Carrera militar
A la edad de veinte años, entra en las Milicias de Chilpancingo como soldado, el 14 de febrero de 1803, al año siguiente tiene su primer combate en el propio puerto, rechazando un desembarco inglés desde el bergantín “Victory”.

### Venezuela y Nueva Granada
El estallido del movimiento independentista dirigido por la élite criolla venezolana, denominada mantuanos, empujó a los canarios, menospreciados por los mantuanos, a posicionarse contra los mantuanos. En 1812, tomó parte con las milicias en el apresamiento del bergantín “Botón de Rosa”, mandado por el patriota Vidó, en la defensa del puerto de Carúpano y la costa de Guira invadidos por Santiago Mariño, y en los combates en Vigirima en 1813. En otro episodio de la Guerra a muerte, Don Matías, el padre de Isidro Barradas, fue una de las víctimas de la represalia del patriota José Francisco Bermúdez cuando ocupó Carúpano en 1813, y que a su vez había perdido a su hermano pasado por las armas por el caudillo realista Cerverís.
El extraordinario valor de Isidro le valió el ascenso a teniente el 6 de febrero de 1814, y a capitán el 22 de junio de 1814. Mandó una compañía en los combates de Barquisimeto en julio, en Mucuchíes en septiembre. Más tarde, formando parte del regimiento de infantería de Sagunto, combatió en San Fernando de Apure el 18 de agosto de 1815. Pasó al mando de una compañía de granaderos del segundo batallón de infantería de Numancia y quedó al mando de la plaza de San Fernando de Apure con 453 soldados. Su heroico comportamiento en la resistencia de la plaza del año 1816 frente a los 3600 hombres de José Antonio Páez le valió el ascenso al grado de teniente coronel. En la plaza se agruparon las fuerzas de La Torre tras la batalla de Mucuritas, junto a las que venían con Pablo Morillo.
Desde el año 1818 hasta febrero de 1819 combatió en los llanos de Casanare al mando de la columna de Paya. Seguidamente se incorporó en la Tercera División del ejército que mandaba el brigadier José María Barreiro. Tuvo una destacada intervención en la batalla del Pantano de Vargas el 25 de julio de 1819, enfrentando a Simón Bolívar, durante la cual al mando de 80 granaderos manda una carga que logró desalojar la posición defendida por 500 hombres de las fuerzas patriotas situados en la altura principal del camino de Toca, a los que puso en fuga. Por esta acción recibió una mención de su comandante general. La Tercera División fue aniquilada el 7 de agosto de 1819 en la batalla de Boyacá, pero Isidro Barradas logró salvar 270 hombres que el 17 pudo reunir a orillas del Río Magdalena, dirigiéndose hacia Mompox constantemente hostigados por el ejército enemigo.
Por fin consiguió llegar a Cartagena de Indias incorporado a la guarnición que mandaba el brigadier Gabriel de Torres y Velasco. Se le dio el mando de una compañía de granaderos del regimiento León, que formó la vanguardia de una columna de 400 hombres que hizo una salida de la plaza el 1 de septiembre de 1820 y que consiguieron una victoria en la batalla de Turbaco frente a 1400 patriotas, y que sufrieron 300 muertos, además de perder sus piezas de artillería. Isidro Barradas, que tuvo un comportamiento en esa batalla declarado de “servicios distinguidos en grado heroico”, resultó gravemente herido por una bala en el muslo derecho y fue evacuado a Cartagena. Por sus acciones se le propuso para la Cruz Laureada de San Fernando. Allí permaneció hasta la evacuación de la plaza de Cartagena el 11 de octubre de 1821.
En enero de 1823, Isidro Barradas embarcó en La Habana con fuerzas que fueron a Maracaibo en refuerzo de su paisano Francisco Tomás Morales. Logró atravesar con su bergantín la escuadra colombiana al mando del corsario John Daniel y consiguió hacer llegar 240 tropas de leales corianos. Por esta acción fue recompensado con la faja militar de color rojo para usar en su casaca, y era entonces capitán graduado de teniente coronel, y el 21 de febrero de 1823 fue elevado a comandante de batallón de infantería de línea. El 15 de marzo de 1823 Morales decidió enviar a Barrada a la península en una comisión sobre la apurada situación del ejército de Costa Firme al gobierno de España.

### Cuba y México
Su arribo a la Península con el urgente pedido de Morales sucede en los últimos momentos del trienio liberal, el traslado de Fernando VII a Sevilla, donde recibe a Barrada, la invasión de los Cien Mil Hijos de San Luis y el restablecimiento del régimen absolutista. Las muestras de lealtad para con el Rey hacen que le fuera encomendado llevar a la isla de Cuba los Reales Decretos de 3 y 20 de octubre de 1823, dirigidos al Capitán General y demás autoridades, por los que se disponía la proclamación del absolutismo en Cuba. Era una misión delicada ante la convulsión de las provincias americanas que aún quedaban fieles a España y que podían sublevarse.
Barrada embarca en Cádiz el 29 de octubre de 1823 en la fragata de guerra francesa L'Euridice, rumbo a La Habana, y en ella misma regresa a Cádiz el 28 de enero de 1824 para dar cuenta del éxito de su misión. El Gobernador militar de Cádiz, se dirige al siguiente día al Secretario de Estado y del Despacho de Guerra para darle cuenta de las noticias favorables que trae de La Habana, lo que indica la preocupación del Gobierno por la isla. El teniente coronel Barrada aprovechó su estancia en La Habana, tan favorable, para que le fuera concedida la Cruz de San Fernando por sus servicios en el sitio de San Fernando de Apure en 1816; su salida de Cartagena de Indias el 19 de septiembre de 1820, en la que fue herido y por la que fue propuesto, para la Laureada, y la acción del Pantano de Vargas. Con fecha 19 de diciembre del 1823 el Mariscal de Campo don Francisco Tomás Morales recomienda al Rey sea atendida la solicitud de Barrada. Las condecoraciones y el ascenso a coronel se conceden en mayo de 1824, cambiándose la faja roja, no empleada por el ejército, por un escudo portando el lema: “A fieles al Rey”.
En febrero de 1824 Fernando VII ordena a Barradas hacer una leva en Canarias, pero se desiste de socorrer Costa Firme y lo manda para reforzar la dotación de Cuba, formando un batallón expedicionario de voluntarios canarios, para lo que tuvo el decidido apoyo del capitán general de Canarias, pero con la resistencia de la población al embarque, ya que muchas familias habían regresado diezmadas de la guerra americana. Barradas solo pudo reunir 1036 hombres con los que embarcó en Santa Cruz. De Tenerife se dirigió con el bergantín Eudogia y seis barcos a la isla Martinica. El gobernador de la isla proporcionó escolta hasta Puerto Rico con la fragata francesa Clorinde de 60 cañones, y desde Puerto Rico hasta Cuba con la fragata Nimphe y la Tenus de 40 cañones.
A su llegada a Cuba el batallón de Leales Canarios fue disuelto por el capitán general de Cuba, Francisco Dionisio Vives, en una confrontación personal, incorporando la tropa en varios regimientos de la isla. El 16 de septiembre de 1824 Isidro Barradas es nombrado Gobernador de Santiago de Cuba, y se le dio el mando de uno de los batallones de La Habana. Ese mismo año viaja a España y el 11 de septiembre es nombrado Gobernador Político y Militar de la isla de Cuba, sin embargo Vives propone su cese, que ocurre el 4 de julio de 1826, y se da pasaporte para que regrese a la península el 14 de octubre. Regresa nuevamente a Cuba al mando del Regimiento de Infantería de la Corona. El 22 de marzo de 1828 es ascendido a Brigadier de infantería y en septiembre vuelve nuevamente a la corte española.
En una situación de inestabilidad política en México, y con un ambiente internacional favorable a la reconquista por el apoyo de la Santa Alianza y la anuencia del nuevo gabinete británico de Lord Wellington, el gobierno español decide emprender una expedición de reconquista. El mando de la empresa recayó en Isidro Barradas, "Expedición Barradas", que solicitó el mando convencido equivocadamente, y el gobierno español, que la población mexicana se sumaría en masa a su causa. Isidro Barradas arriba a La Habana el 28 de mayo de 1829 para retomar el mando de su regimiento. Eran en total 3556 hombres en la División de Vanguardia, formada por los tres batallones del regimiento de infantería de La Corona principalmente, que luego de algunas escaramuzas se atrincheraron en Tampico y otros puntos de la costa del golfo de México. La defensa de México en la batalla de Tampico junto a una expedición diezmada por enfermedades epidémicas acabaron con la empresa de reconquista y finalmente el 11 de septiembre terminaron por firmar su capitulación en la Antigua Casa de Castilla frente a la Plaza de la Libertad de la ciudad de Tampico.

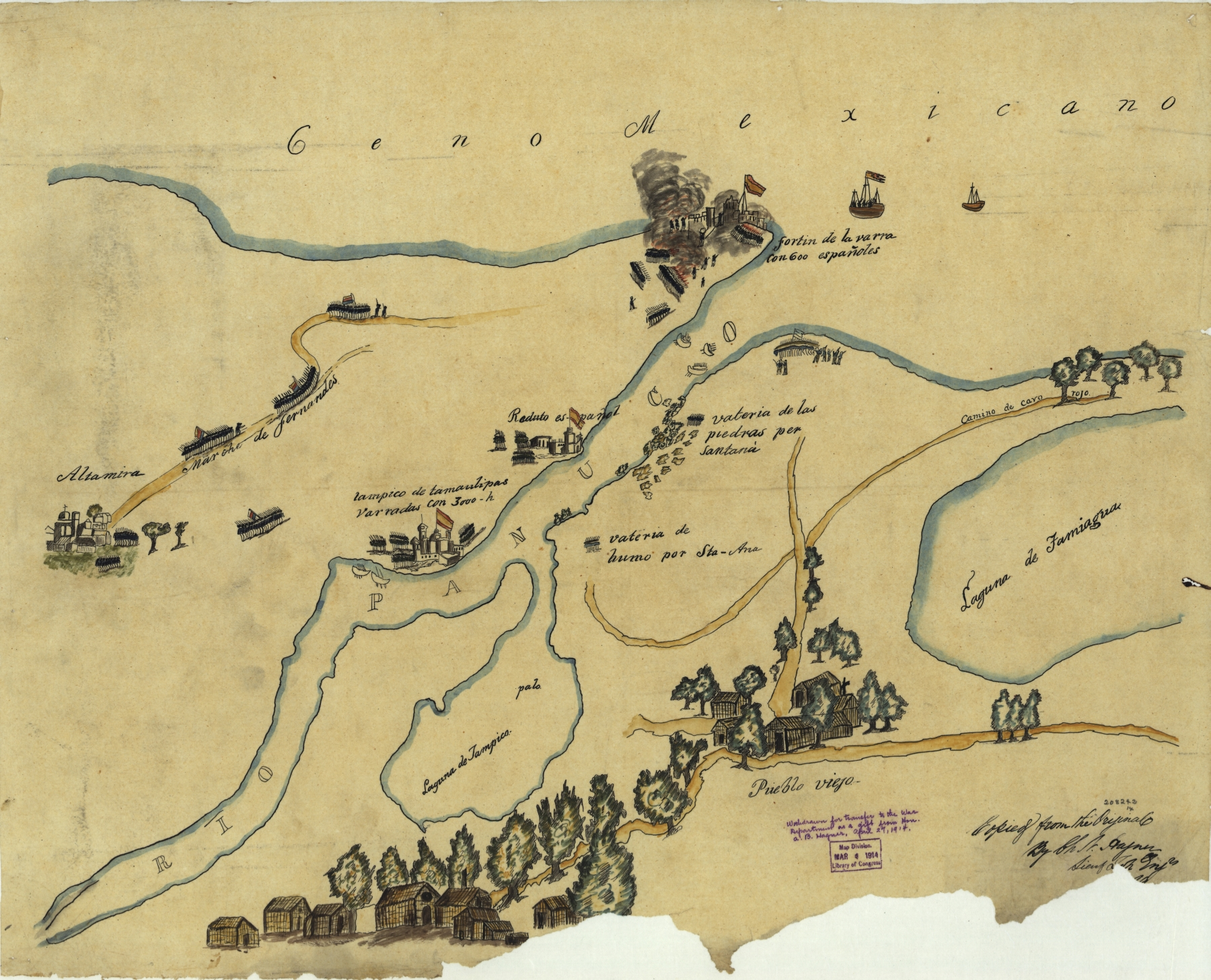
Carta de la invasión de Barrada a Tampico

Se dice que Tomás Mejía fue el único amigo de un soldado español que llegó huyendo a la Sierra Gorda y ocultando su verdadera identidad bajo el nombre de Darío Bissarda. Se supone que ambos llevaron una estrecha amistad y no fue sino hasta en su lecho de muerte que Bissarda reveló a Tomás su verdadero nombre: Isidro Barradas, que había sido enviado al Continente Americano a reconquistar el territorio mexicano para devolverlo a la Corona Española, pero habiendo fracasado su misión, se vio obligado a refugiarse en la Sierra bajo otra identidad.

## Exilio de Barrada
Barrada, derrotado en la batalla de Tampico, se traslada a Nueva Orleans para buscar transporte para su tropa capitulada, pasando seguidamente a Nueva York, desde donde se dirige a El Havre a bordo del paquebote Francisco I. Llega el 2 de febrero de 1830, para dirigirse a París, y seguidamente a la Corte española.
Conocedor el Gobierno español de lo ocurrido con la Expedición Barradas por su enemigo personal, el capitán general de Cuba Dionisio Vives, se emite una orden reservada para que Barrada sea detenido en España y trasladado para ser juzgado en Cuba con un resultado predecible de una condena a la última pena. Pero enterado de la noticia en Francia de que se le acusaba de haber rendido su expedición a traición cuyo precio habría cobrado en Nueva Orleans decide quedarse en París. El gobierno español no le abre proceso de rebeldía, pero sin embargo no le da la oportunidad de ser juzgado en Madrid en consejo de guerra para depurar su responsabilidad militar, lo que habría puesto al descubierto los errores de la expedición entre las más altas autoridades del gobierno.
En el exilio de Francia sufre una penuria económica y de la que sobrevive gracias a la venta de sus pertenencias y a la ayuda que recibe por la estima de los oficiales de su regimiento. El Rey posiblemente le ayuda y el gobierno español le concede una pensión “por vía de socorro”. En 1831 tuvo un hijo en Francia, y todavía en 1832 se le acusa para que se le imponga pena por rebeldía. En 1833 a las puertas de las guerras carlistas un Fernando VII moribundo recibe un escrito de París:

"En este mismo día, veinte de junio de mil ochocientos treinta y tres, vuestro fiel vasallo Isidro Barrada, en su triste destierro, se regocija contemplando la dulce satisfacción con que vuestra Majestad deberá disfrutar al ver reunido lo más distinguido de nuestros amados vasallos para hacer, ante la real presencia de Vuestra Majestad, el sagrado juramento de fidelidad a la augusta Princesa heredera de la Corona, del Trono y de la Monarquía". Isidro Barrada, 1833

A la muerte de Fernando VII el pretendiente al trono Carlos María Isidro de Borbón le solicita para incorporarle como general de las filas carlistas pero Barrada, a pesar de su modesta economía, se niega a aceptar el ofrecimiento para no faltar a su juramento de fidelidad a Fernando. En la última etapa de su vida Isidro Barrada se traslada a Marsella, donde en compañía de su hijo pequeño, fallece por enfermedad en su casa de la calle Glandeves, número 1, el 14 de agosto de 1835.